# Massif du Soreiller
Le massif du Soreiller est un petit massif montagneux de France situé en Isère, dans le massif des Écrins, entre le vallon de la Selle au nord, la vallée du Vénéon au sud et le vallon des Étançons à l'est. Il culmine à 3 596 mètres d'altitude à l'aiguille du Plat de la Selle. Dans le centre du massif s'élèvent de nombreuses aiguilles et pics très appréciés des grimpeurs, notamment l'aiguille Dibona. Le massif est relié au reste des Écrins par la brèche du Râteau qui mène au sommet du même nom.

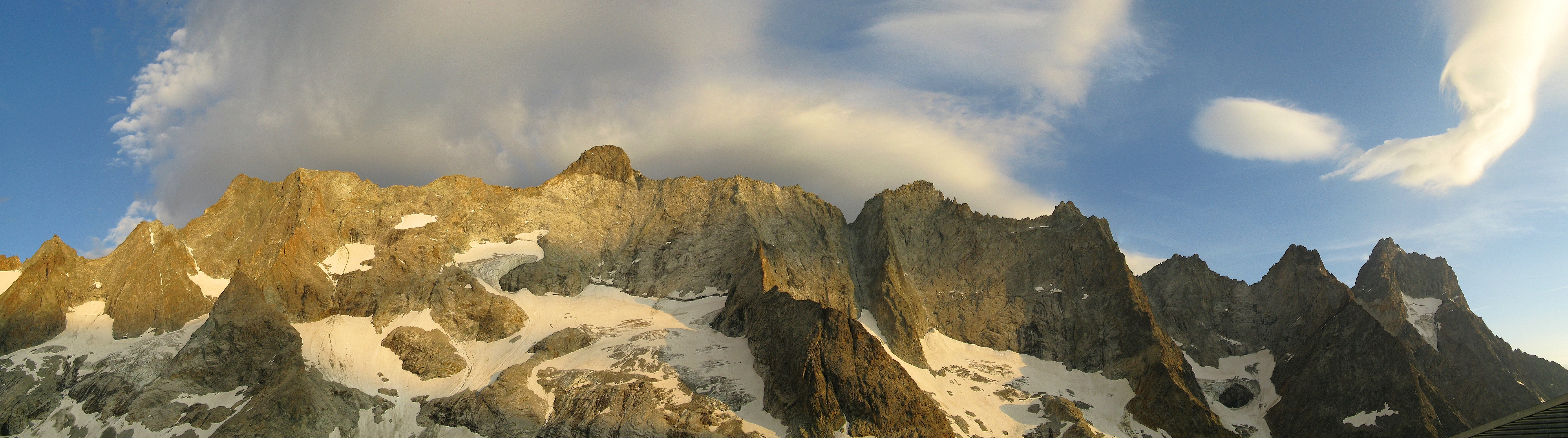
Vue du massif du Soreiller.